# Skloňování ve slovenštině

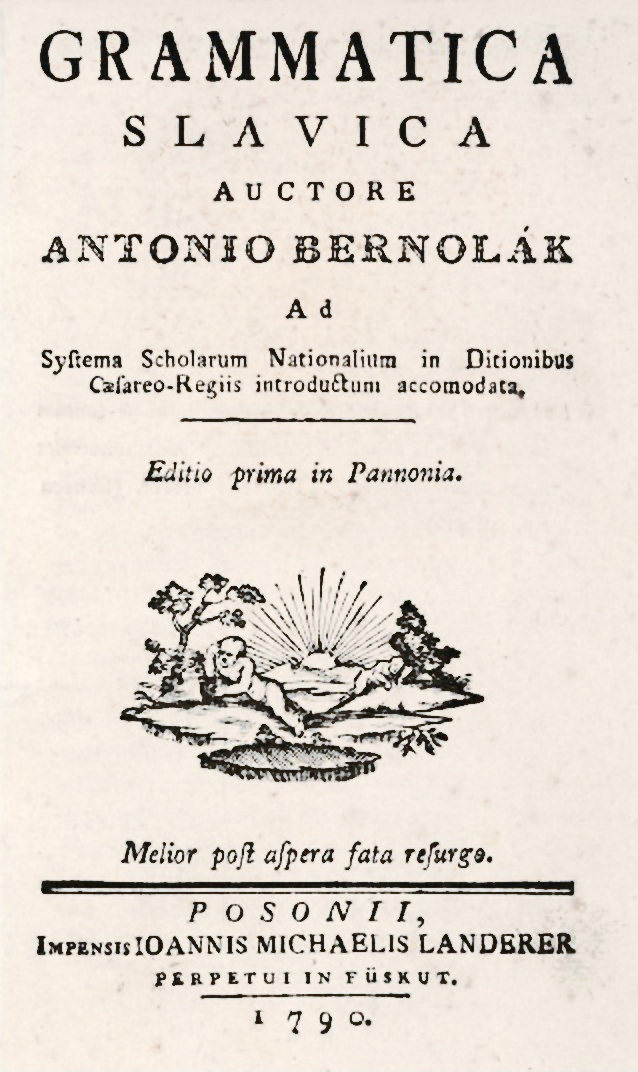
Titulní strana díla Grammatica Slavica od Antona Bernoláka (1790).

Skloňování ve slovenštině je způsob ohýbání jmen, tedy skloňování pomocí koncovek na základě vzorů ve slovenském jazyce.

## Skloňování podstatných jmen

### Pomocné pádové otázky
Slovenština prakticky používá oproti češtině pouze 6 pádů, funkci vokativu (5. pádu) převzal nominativ (1. pád).
| N | Nominativ    | kdo? co?      |
| G | Genitiv      | koho? čeho?   |
| D | Dativ        | komu? čemu?   |
| A | Akuzativ     | koho? co?     |
| L | Lokál        | o kom? o čem? |
| I | Instrumentál | s kým? s čím? |

Vokativ (5. pád) si slovenština zachovala pouze u některých slov rodinného typu (švagre, synku, chlapče, priateľu, človeče, kmotre, sváku), v oslovení umělců jako majstre a v náboženských textech v oslovení Boha - Otče, Pane, Duchu Svätý, Ježišu, Spasiteľu. V nespisovné slovenštině se vyskytuje vokativ tvořený koncovkou -i pro vlastní jména a příbuzné osoby (Paľo – Pali, Zuza – Zuzi, mama – mami, oco – oci, babka – babi). Dále se vokativ vyskytuje v záhorském a goralském nářečí a ve východoslovenských nářečích.

### Rod mužský životný
| Sg. | Nominativ    | chlap                      | hrdina                |
| Sg. | Genitiv      | chlapa                     | hrdinu                |
| Sg. | Dativ        | chlapovi, pánu             | hrdinovi              |
| Sg. | Akuzativ     | chlapa                     | hrdinu                |
| Sg. | Lokál        | chlapovi, pánu             | hrdinovi              |
| Sg. | Instrumentál | chlapom                    | hrdinom               |
| Pl. | Nominativ    | chlapi, svedkovia, občania | hrdinovia, futbalisti |
| Pl. | Genitiv      | chlapov                    | hrdinov               |
| Pl. | Dativ        | chlapom                    | mužům                 |
| Pl. | Akuzativ     | chlapov                    | hrdinov               |
| Pl. | Lokál        | chlapoch                   | hrdinoch              |
| Pl. | Instrumentál | chlapmi, chlapcami         | hrdinami, husitmi     |

### Rod mužský neživotný
| Sg. | Nominativ    | dub                 | stroj            |
| Sg. | Genitiv      | duba, stromu        | stroja           |
| Sg. | Dativ        | dubu                | stroju           |
| Sg. | Akuzativ     | dub                 | stroj            |
| Sg. | Lokál        | dube, svetri, vlaku | stroji           |
| Sg. | Instrumentál | dubom               | strojom          |
| Pl. | Nominativ    | duby                | stroje           |
| Pl. | Genitiv      | dubov               | strojov          |
| Pl. | Dativ        | dubom               | strojom          |
| Pl. | Akuzativ     | duby                | stroje           |
| Pl. | Lokál        | duboch              | strojoch         |
| Pl. | Instrumentál | dubmi, pojmami      | strojmi, koncami |

### Rod ženský
| Sg. | Nominativ    | žena           | ulica                          | dlaň               | kosť     | gazdiná   |
| Sg. | Genitiv      | ženy           | ulice                          | dlane              | kosti    | gazdinej  |
| Sg. | Dativ        | žene, idei     | ulici                          | dlani              | kosti    | gazdinej  |
| Sg. | Akuzativ     | ženu           | ulicu                          | dlaň               | kosť     | gazdinú   |
| Sg. | Lokál        | žene, idei     | ulici                          | dlani              | kosti    | gazdinej  |
| Sg. | Instrumentál | ženou          | ulicou                         | dlanou             | kosťou   | gazdinou  |
| Pl. | Nominativ    | ženy           | ulice                          | dlane              | kosti    | gazdiné   |
| Pl. | Genitiv      | žien, ideí     | ulíc, ruží                     | dlaní              | kostí    | gazdín    |
| Pl. | Dativ        | ženám, dámam   | uliciam                        | dlaniam            | kostiam  | gazdinám  |
| Pl. | Akuzativ     | ženy           | ulice                          | dlane              | kosti    | gazdiné   |
| Pl. | Lokál        | ženách, dámach | uliciach, situaciách, dielňach | dlaniach, piesňach | kostiach | gazdinách |
| Pl. | Instrumentál | ženami         | ulicami                        | dlanami            | kosťami  | gazdinami |

### Rod střední
| Sg. | Nominativ    | mesto, gymnázium  | srdce            | dievča                  | vysvědčenie   |
| Sg. | Genitiv      | mesta             | srdca            | dievčaťa                | vysvědčenia   |
| Sg. | Dativ        | mestu             | srdcu            | dievčaťu                | vysvědčeniu   |
| Sg. | Akuzativ     | mesto             | srdce            | dievča                  | vysvědčenie   |
| Sg. | Lokál        | meste, gymnáziu   | srdci            | dievčati                | vysvědčení    |
| Sg. | Instrumentál | mestom            | srdcom           | dievčaťom               | vysvědčením   |
| Pl. | Nominativ    | mestá, miesta     | srdcia, pľúcam   | dievčatá, dievčence     | vysvědčenia   |
| Pl. | Genitiv      | miest, gymnázií   | sŕdc, morí       | dievčat, dievčeniec     | vysvědčení    |
| Pl. | Dativ        | mestám, miestam   | srdciam, pľúcam  | dievčatám, dievčencom   | vysvědčeniam  |
| Pl. | Akuzativ     | mestá             | srdcia           | dievčatá, dievčence     | vysvědčenia   |
| Pl. | Lokál        | městách, miestach | srdcích, pľúcach | dievčatách, dievčencoch | vysvědčeniach |
| Pl. | Instrumentál | městami           | srdcami          | dievčatami, dievčencami | vysvědčeniami |

## Skloňování přídavných jmen

### Jakostní, vztahové
| vzor:        | pekný                     | pekný         | cudzí                        | cudzí          |
| číslo:       | jednotné                  | množné        | jednotné                     | množné         |
| Nominativ    | pekný/pekná/pekné         | pekní/pekné   | cudzí/cudzia/cudzie          | cudzí/cudzie   |
| Genitiv      | pekného/peknej            | pekných       | cudzieho/cudzej              | cudzích        |
| Dativ        | peknému/peknej            | pekným        | cudziemu/cudzej              | cudzím         |
| Akuzativ     | pekného/pekný/peknú/pekné | pekných/pekné | cudzieho/cudzí/cudziu/cudzie | cudzích/cudzie |
| Lokál        | peknom/peknej             | pekných       | cudzom/cudzej                | cudzích        |
| Instrumentál | pekným/peknou             | peknými       | cudzím/cudzou                | cudzími        |

### Přivlastňovací
| vzor:        | páví                     | páví         | otcov                       | otcov           | matkin                          | matkin            |
| číslo:       | jednotné                 | množné       | jednotné                    | množné          | jednotné                        | množné            |
| Nominativ    | páví/pávia/pávie         | páví/pávie   | otcov/otcova/otcovo         | otcovi/otcove   | matkin/matkina/matkino          | matkini/matkine   |
| Genitiv      | pávieho/pávej            | pávích       | otcovho/otcovej             | otcových        | matkinho/matkinej               | matkiných         |
| Dativ        | páviemu/pávej            | pávím        | otcovmu/otcovej             | otcovým         | matkinmu/matkinej               | matkiným          |
| Akuzativ     | pávieho/páví/páviu/pávie | pávích/pávie | otcovho/otcov/otcovu/otcovo | otcových/otcove | matkinho/matkin/matkinu/matkino | matkiných/matkine |
| Lokál        | pávom/pávej              | pávích       | otcovom/otcovej             | otcových        | matkinom/matkinej               | matkiných         |
| Instrumentál | pávím/pávou              | pávími       | otcovým/otcovou             | otcovými        | matkiným/matkinou               | matkinými         |